# T7785/7786次列车
T7785/7786次列车是中国铁路运行于浙江省会杭州至蘭谿之间的管内特快列车，自1987年4月1日开行。由上海铁路局杭州客運段杭连车队負責客運任務。列车使用25Z型客车，沿沪昆铁路、金千铁路运行，途经杭州、金华等城市，全程210公里。其中杭州站至蘭谿站运行2小时25分，使用车次为T7785次；蘭谿站至杭州站运行2小时44分，使用车次为T7786次。

## 历史

### 杭州—无锡“西子号”列车
1987年4月1日，上海铁路局开行由杭州站至无锡站的81/82次特快列车，命名天堂号:107。第二年，这趟列车被浙江省政府命名为代表杭州的“西子号”，车次改为Y11/12次，著名书法家赵朴初先生还亲自为“西子号”题词。1995年，车次改为K803/804次，不久后又改为N503/504次；“西子号”的车厢则换成了当时全国领先的橙黄色双层空调车底，分为双层硬座车和软座车；转向架采用了空气弹簧设计，运行中比之前更加平稳。1987年至2007年，其间一代又一代的“西子号”乘务员以优质的服务收获了“全国五一劳动奖状”、“全国火车头奖章”、“全路路风建设先进集体”、“全路新长征突击队”、“浙江省文明单位”、“浙江省新长征突击队”、“上海铁路局明星列车”、“上海铁路局三八红旗集体”等诸多荣誉。

### 义乌—泰州（南通）列车

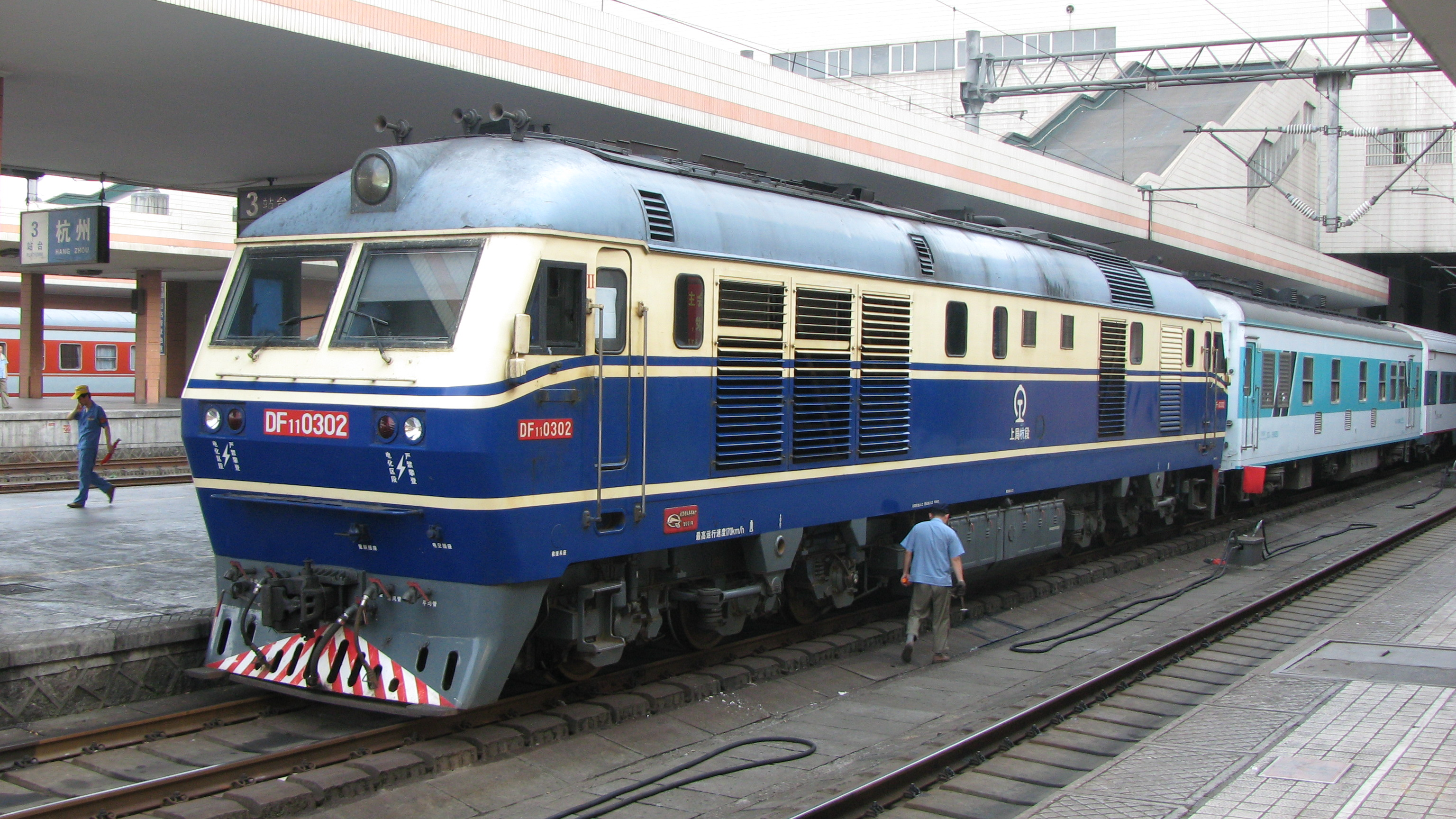
开往方向的T756次在杭州站待发

2005年，随着宁启铁路的开通运营，上海铁路局开行了杭州至泰州的T756/7、T758/5次列车，使用庞巴迪车底，由杭州客运段担当乘务，上海站换向。8月21日，车底更换为国产的25T型客车。2006年7月1日，新上海南站建成使用，该车延长至义乌站始发，交路为杭州→义乌→泰州→义乌→杭州；2007年3月由于客流原因交路改为义乌→泰州→杭州。
2007年4月18日，全国铁路第六次大面积提速调图，这趟往返于苏、锡、杭20年的明星列车正式停运。而原先“西子号”乘务组带着这块牌匾进入了义乌经由至泰州的T765/6/7/8次列车，车底改为采用新造的25T型车底，最高时速提高至160公里/小时。2009年4月1日T788/5、T786/7次列车车次更改为T7788/5、T7786/7次，原客运乘务、机车交路保持不变。
2010年10月26日起，义乌开T7787/6次，10月27日泰州开T7788/5次更换为25Z新空调全软型车底运行。2012年7月1日，义乌（杭州）至泰州T7786/7 T7788/5次1对经由宁启线延伸至南通站终到、始发。
2013年7月1日，宁杭高速铁路开通，杭州至北京南站间开行一定数量的高速动车组列车，京杭高铁最快只需要4小时58分。6月28日，杭州客运段在杭州站举行新旧“西子号”交接仪式，原义乌至南通的T7786/7 T7788/5次列车由杭州客运段转南京客运段担当客运乘务工作，而该牌匾转入即将大量开通的京杭高速动车组列车。

### 南通—兰溪T7786/7787、T7788/7785次列车

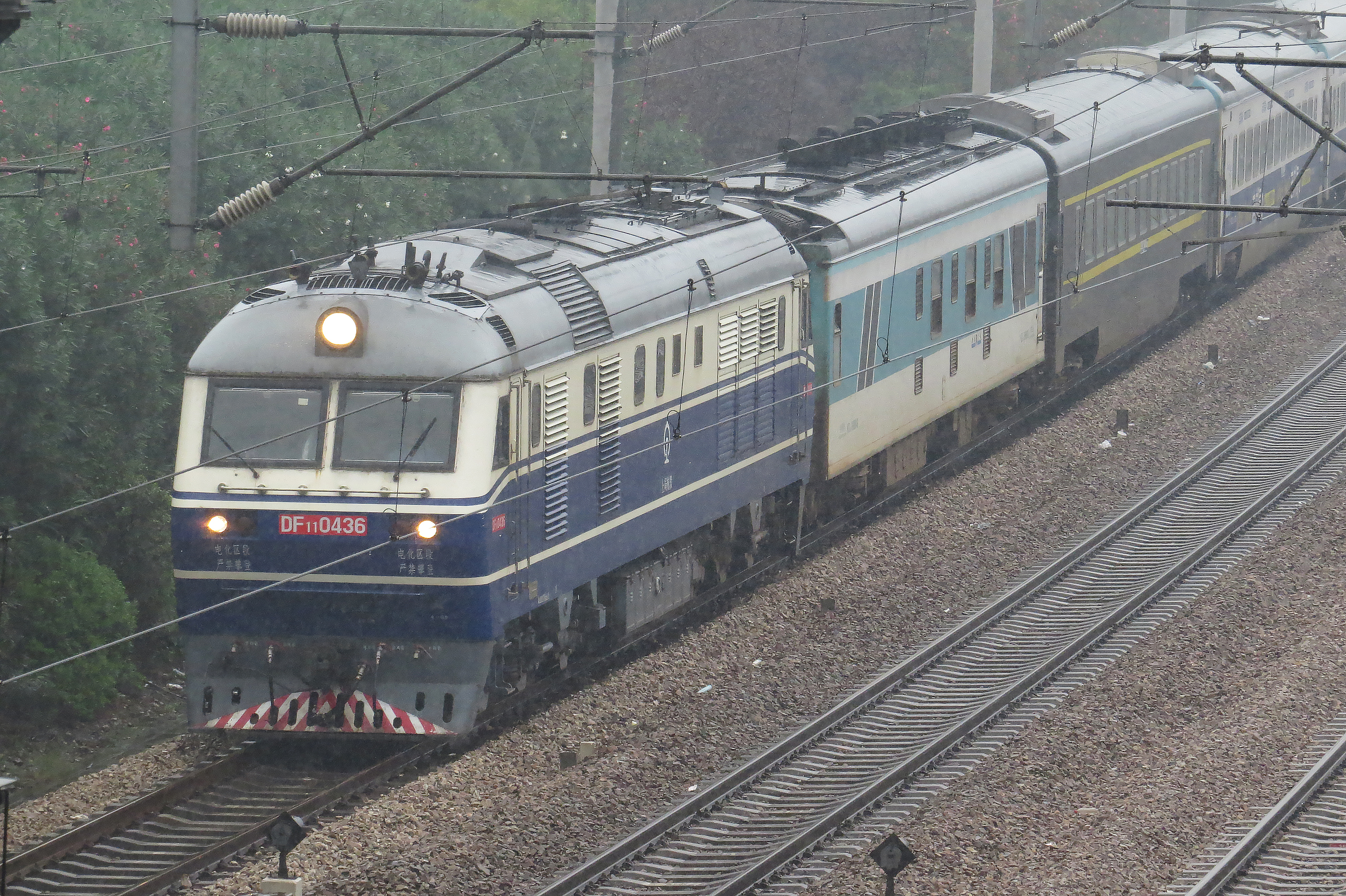
在上海南站换向后的兰溪——南通T7786次列车通过莘庄站

2010年5月、10月，兰溪站前往义乌站方向、上海站方向的列车相继停运，只留下前往温州站方向的K8476/5、K8478/8477次列车，使得当地兰溪市市民乘坐火车出行大为不便。因此，当地政府多次向上海铁路局提出申请，请求开行前往上海、杭州方向的旅客列车。
2013年5月，在杭州东站改造完成、铁路列车运行图调整之际，兰溪市委、市政府再次争取，在解决乘务的过夜住宿问题后，确定于7月1日开始，将原南通至义乌的T7786/7787、T7788/7785次列车延伸至兰溪。该列车每日对开：兰溪7时18分始发，20时46分到南通；南通9时25分始发，22时37分到兰溪。同时列车在宁启铁路上不再停靠六合和仪征站。
列车开通后，方便了兰溪当地人民的出行：不少兰溪人选择在清晨乘坐T7786次列车前往金华，根据兰溪站的统计：T7786次列车每天在兰溪站的上车客流约有350人，T7785的下车客流也有300人左右；但是由南通开往兰溪的T7785次列车由于等级较低，又属于管内车，因此经常在半路避让高等级列车（其上海南站开出时段正是其下行车高峰）而造成晚点。因此从2014年7月1日开始，T7788/7785次列车南通始发时间由9:25分提前到7:30分；终到兰溪站的时间由原22:37分提前到21:19分，运行时间比调图前增加了一小时。

### 杭州—兰溪T7785/7786次列车
2016年5月15日，随着新的铁路运行图的调整，兰溪至南通列车的运行区段改为兰溪至杭州。乘务和车底由南京客运段交还回杭州客运段。调整后，兰溪至杭州T7786次列车7:10从兰溪始发，9:51终到杭州；杭州至兰溪T7785次列车16:08从杭州始发，18:50终到兰溪，到达兰溪的时间提早了近两个半小时。
2020年4月10日起，T7785次列车单向取消在诸暨站办理客运业务。
受到2019冠狀病毒病疫情影响，T7785/7786次旅客列车自2021年11月13日起临时停运，12月9日恢复。

## 机车交路

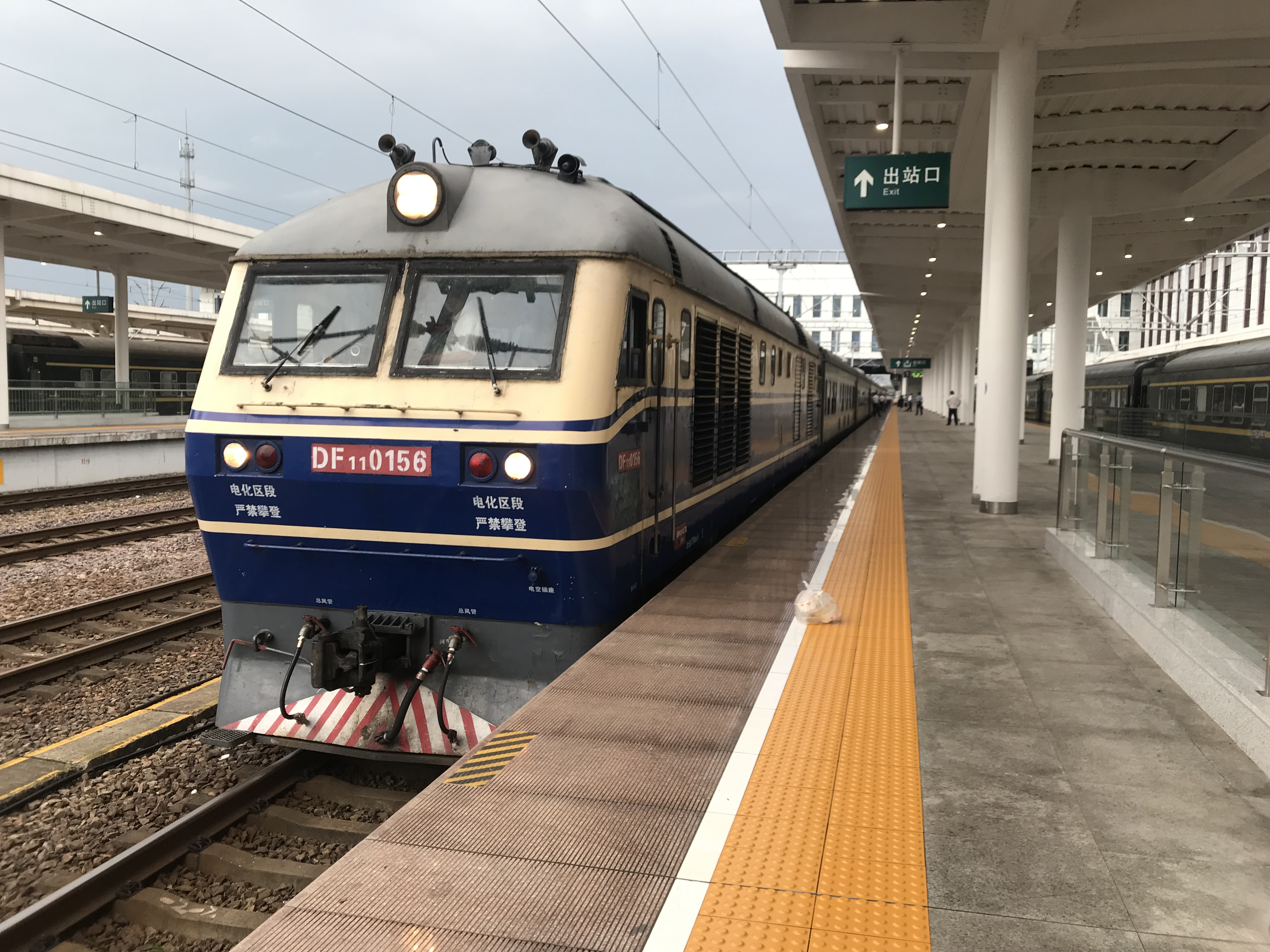
配属杭州机务段的东风11型内燃机车第0156号牵引T7785次列车于金華站

T7785/7786次列车全程采用东风11型内燃机车牵引，机车下午随T7785次列车从杭州机务段出库前往兰溪，在兰溪过夜后于次日随T7786返回杭州。
| 车站区段               | 杭州 ↔ 蘭谿                        |
| 本务机车 配属 司机更替 | 东风11型内燃机车 上局杭段 杭州司機 |

### 历史交路

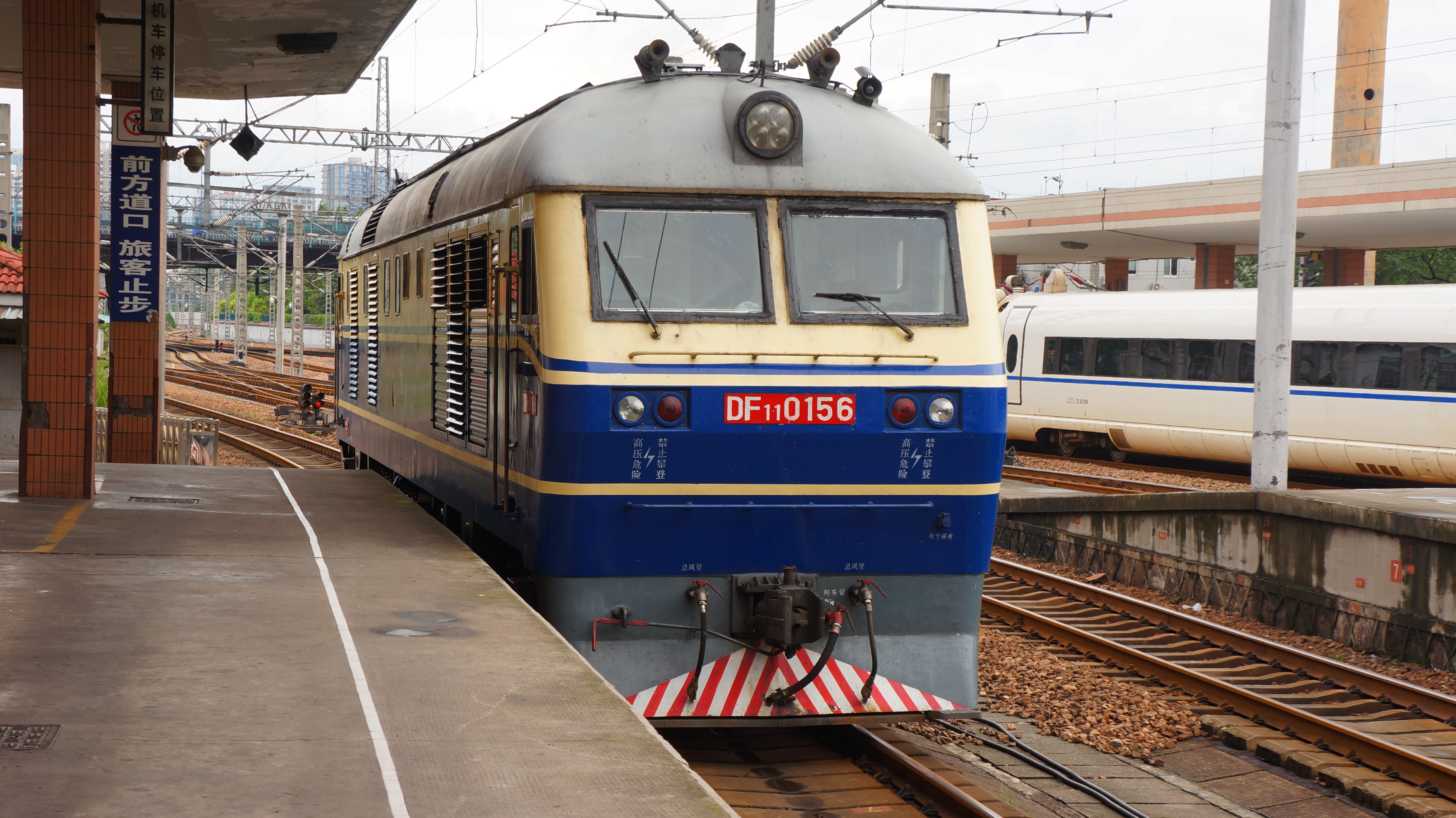
配属杭州机务段的东风11型内燃机车第0156号牵引原T7786/7787次列车需在杭州站换挂

以下为兰溪至南通T7788/7785、T7786/7787次列车的机车交路。
| 车站区段               | 蘭谿 ↔ 杭州                        | 杭州 ↔ 南通                                                   |
| 本务机车 配属 司机更替 | 东风11型内燃机车 上局杭段 杭州司機 | 东风11型内燃机车 上局杭段 杭州/上海/南京司机在上海南/南京輪乘 |

## 列车编组
杭州至兰溪T7785/7786次列车使用配属上海车辆段杭州整备车间，原南通至蘭谿T7788/7785、T7786/7787次的其中一组中国铁路25Z型客车车底（另一组车底先调配至合肥车辆段，后转给兰州铁路局）的大部分车底。列车共10节编组：其中有1节KD25K空调发电车，8节RZ25Z二等座车厢和一节RZ25Z一等座车厢。在之后的厂修中，这组车底型号标涂打改为25K型。
另外，因车底调配等关系，原南通至兰溪T7788/7785、T7786/7787次曾在春运期间改由中国铁路25T型客车车底担当。
| 车厢编号 | 1                | 2                 | 3                 | 4                 | 5                 | 6                 | 7                 | 8                 | 9                 | 10                |
| 图片     |                  |                   |                   |                   |                   |                   |                   |                   |                   |                   |
| 车型     | KD25K 空调发电车 | RZ225Z 二等软座车 | RZ225Z 二等软座车 | RZ225Z 二等软座车 | RZ225Z 二等软座车 | RZ225Z 二等软座车 | RZ225Z 二等软座车 | RZ225Z 二等软座车 | RZ225Z 二等软座车 | RZ125Z 一等软座车 |

## 时刻表
- 数据截至2025年7月18日。

| T7785次 | T7785次 | T7785次 | T7785次 | 停靠站 | T7786次 | T7786次 | T7786次 | T7786次 |
| 里程    | 天数    | 到点    | 开点    | 停靠站 | 到点    | 开点    | 天数    | 里程    |
| ------- | ------- | ------- | ------- | ------ | ------- | ------- | ------- | ------- |
| 0       | 当天    | —       | 16:05   | 杭州   | 09:52   | —       | 当天    | 210     |
| 87      | 当天    | 16:56   | 16:59   | 诸暨   | 08:38   | 08:41   | 当天    | 123     |
| 139     | 当天    | 17:22   | 17:25   | 义乌   | 08:11   | 08:14   | 当天    | 71      |
| 187     | 当天    | 17:59   | 18:05   | 金华   | 07:36   | 07:42   | 当天    | 23      |
| 210     | 当天    | 18:30   | —       | 兰溪   | —       | 07:08   | 当天    | 0       |

### 历史时刻
| T7785次 | T7785次 | T7785次 | T7785次 | 停靠站 | T7786次 | T7786次 | T7786次 | T7786次 |
| 里程    | 天数    | 到点    | 开点    | 停靠站 | 到点    | 开点    | 天数    | 里程    |
| ------- | ------- | ------- | ------- | ------ | ------- | ------- | ------- | ------- |
| 0       | 当天    | —       | 16:05   | 杭州   | 09:50   | —       | 当天    | 210     |
| 87      | 当天    | 16:56   | 16:59   | 诸暨   | 08:31   | 08:37   | 当天    | 123     |
| 187     | 当天    | 17:59   | 18:05   | 金华   | 07:33   | 07:42   | 当天    | 23      |
| 210     | 当天    | 18:30   | —       | 兰溪   | —       | 07:08   | 当天    | 0       |

| T7785次 | T7785次 | T7785次 | T7785次 | 停靠站 | T7786次 | T7786次 | T7786次 | T7786次 |
| 里程    | 天数    | 到点    | 开点    | 停靠站 | 到点    | 开点    | 天数    | 里程    |
| ------- | ------- | ------- | ------- | ------ | ------- | ------- | ------- | ------- |
| 0       | 当天    | —       | 16:08   | 杭州   | 09:50   | —       | 当天    | 210     |
| —       | 当天    | ↓       | ↓       | 诸暨   | 08:40   | 08:43   | 当天    | 123     |
| 139     | 当天    | 17:31   | 17:34   | 义乌   | 08:12   | 08:15   | 当天    | 71      |
| 187     | 当天    | 18:11   | 18:22   | 金华   | 07:33   | 07:40   | 当天    | 23      |
| 210     | 当天    | 18:50   | —       | 兰溪   | —       | 07:08   | 当天    | 0       |